# Monestir de Montserrat
|  | «Abadia de Montserrat» redirigeix aquí. Si cerqueu l'editorial, vegeu «Publicacions de l'Abadia de Montserrat». |

Santa Maria de Montserrat és un monestir benedictí situat a la muntanya de Montserrat, al terme municipal de Monistrol de Montserrat (el Bages), a una altitud de 720 m sobre el nivell del mar. És un símbol per a Catalunya i ha esdevingut un punt de pelegrinatge per a creients i de visita obligada per als turistes. L'actual abat és Manel Gasch i Hurios.
El complex monàstic, juntament amb les dependències i els serveis annexos, conforma un petit nucli de població que, segons el cens del 2006, tenia 68 habitants. L’any 2024 s’estrenà la programació del Mil·lenari Montserrat que durarà del 8 de Setembre del 2024 fins al 27 d’abril del 2025, amb la participació dels Gegants de l’Agrupació de Colles de Geganters de Catalunya i els Castellers de Vilafranca del Penedès. Aquell mateix dia s’estrenà la Sardana del Mil·lenari

## Història
L'origen del monestir és incert, però se sap que, cap al 1011, un monjo procedent del monestir de Santa Maria de Ripoll va arribar a la muntanya per encarregar-se del monestir de Santa Cecília, amb la qual cosa el cenobi quedava sota les ordres de l'abat Oliba, de Ripoll. Santa Cecília no va acceptar aquesta nova situació i Oliba va decidir fundar el monestir de Santa Maria al lloc on hi havia una antiga ermita amb el mateix nom. A partir del 1082, Santa Maria va passar a tenir abat propi i va deixar de dependre del de Ripoll.

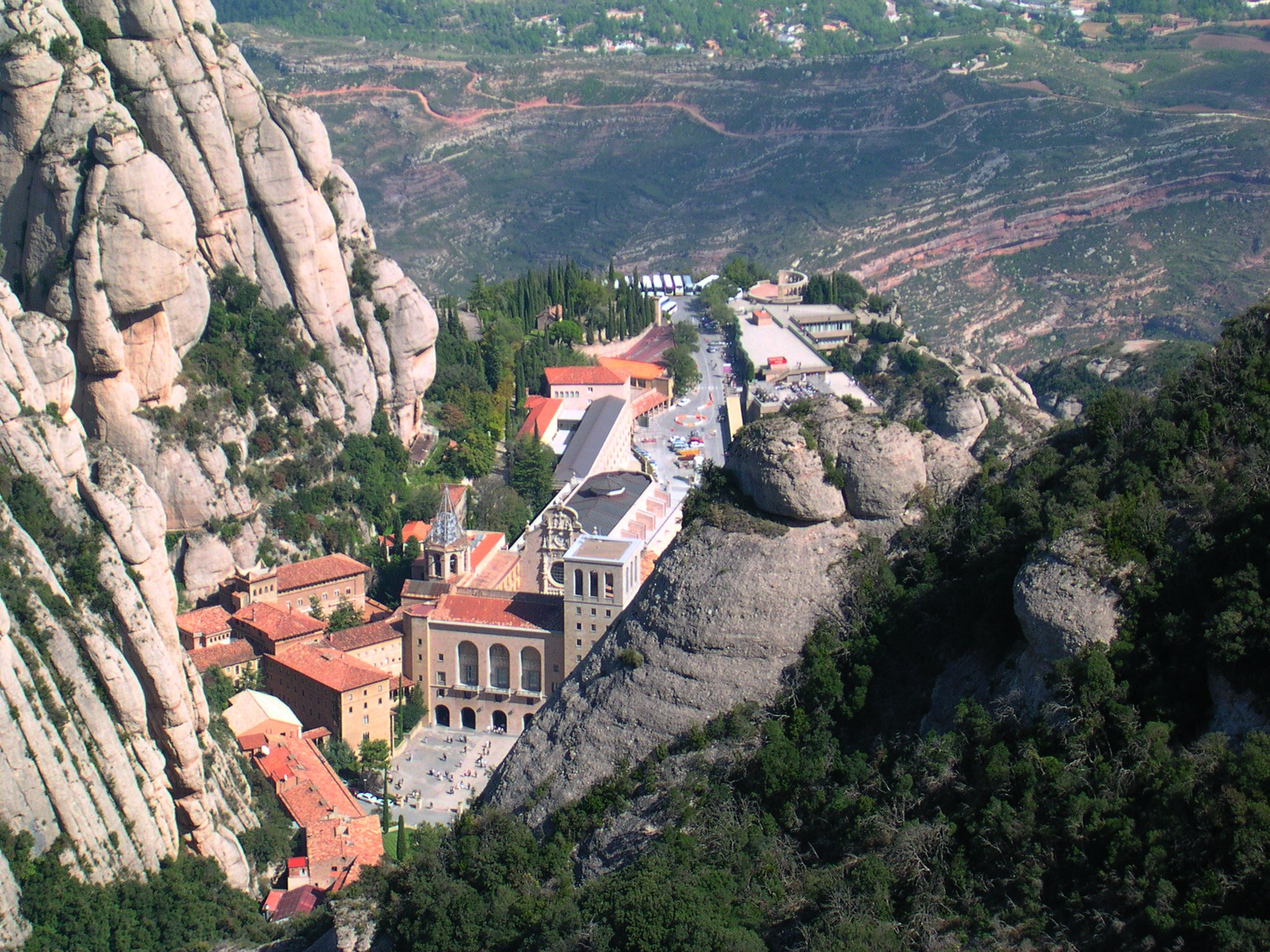
El monestir vist des de la roca de Sant Jaume

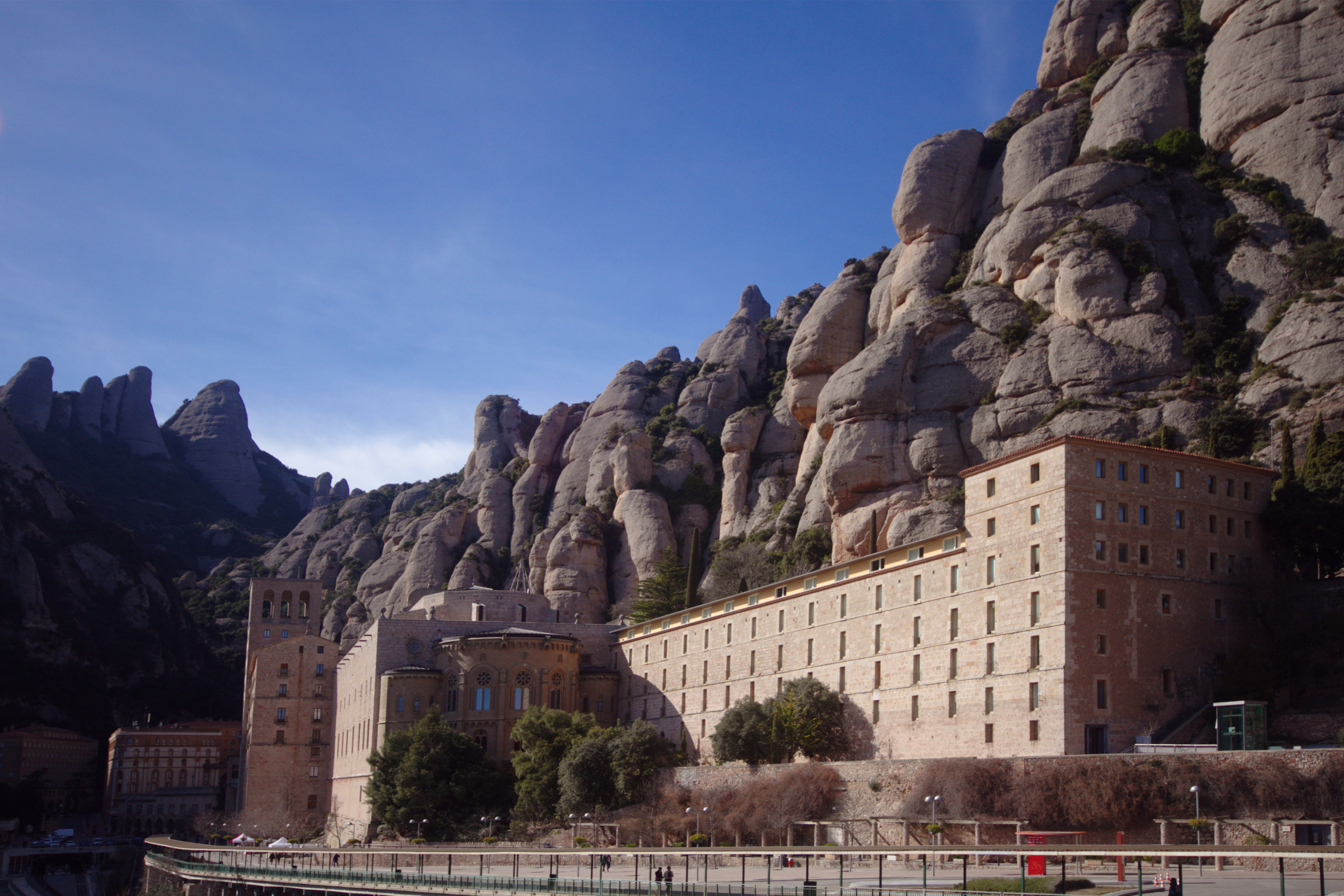
Vista de la part de darrere del monestir, amb la capçalera

Aquesta ermita s'havia convertit en la més important de totes les que hi havia a la muntanya gràcies a la imatge de la Mare de Déu que s'hi venerava des de l'any 880. El monestir aviat va esdevenir santuari, la qual cosa el va beneficiar, ja que els donatius i les almoines rebudes li van permetre anar creixent de forma constant. A la fi del segle xii, l'abat regent va sol·licitar que es permetés ampliar la comunitat de monjos a dotze, el mínim requerit perquè pogués ser considerada abadia.
El segle següent va ser el de l'inici de la lluita de Montserrat per aconseguir la seva independència del monestir de Ripoll. Durant el Cisma d'Occident, el priorat de Montserrat era fidel al papa de Roma, tot i que el monestir de Ripoll donava suport a Benet XIII d'Avinyó. El rei Martí l'Humà va aconsellar a Benet XIII que convertís Montserrat de priorat en abadia i posés al capdavant com a primer abat Marc de Villalba, que ho era de Ripoll des del 1408. El 10 de març de 1409, una butlla papal de Benet XIII va crear l'abadia de Montserrat. Amb tot, Ripoll continuava mantenint certs privilegis sobre Montserrat. Amb tenacitat, el seu primer abat aconseguí una butlla del papa Eugeni IV, l'11 de març de 1431, que alliberava definitivament Montserrat de tota servitud.
El 1493, Montserrat va perdre de nou l'autonomia. El rei Ferran el Catòlic va enviar al monestir catorze monjos procedents de Valladolid, i Montserrat va passar a dependre de la congregació d'aquesta ciutat castellana. Durant els segles posteriors s'hi van succeir els abats catalans i castellans, i també els abats comanditaris no residents, entre els quals cal destacar el cardenal Giuliano della Rovere, futur papa Juli II. Aquell mateix any 1493, un frare de l'orde dels mínims, abans ermità de Montserrat, Bernat de Boïl, va acompanyar Cristòfor Colom en un dels seus viatges a Amèrica, cosa que va propiciar l'expansió del culte a la Mare de Déu de Montserrat en aquest continent.
El segle xix va ser especialment tràgic per a Montserrat: va ser incendiat dues vegades per les tropes napoleòniques, el gener de 1809, quan el general Desveaux, amb 800 homes, arribà al monestir, però perseguit pel sometent, el destacament francès fou destruït, i a partir del 25 de juliol del 1811 quan el prengueren les forces del mariscal Suchet, i el 1812. El 1835 va patir l'exclaustració arran de la desamortització de Mendizábal, va ser saquejat i incendiat i se'n van perdre molts dels tresors.
L'exclaustració va durar poc i el 1844 es va restablir la vida al monestir. La congregació de Valladolid havia desaparegut, per la qual cosa Montserrat va tornar a recobrar la independència eclesiàstica. A partir del 1858, sota el guiatge de l'abat Muntadas, l'edifici sencer es va haver de restaurar, ja que no n'havien quedat més que les parets. Des de l'any 1862, la comunitat montserratina pertany a la Congregació de Subiaco (avui Congregació de Subiaco-Montecassino) de l'Orde de Sant Benet, de la qual és un dels principals monestirs.
Durant el franquisme, després d'un període proper al nou règim, el monestir prengué, a partir de les festes d'entronització de 1947 i coincidint amb l'abat Aureli M. Escarré, una actitud catalanista i es convertí en nucli de resistència antifranquista.
Des de llavors, el monestir de Santa Maria de Montserrat no ha deixat de créixer, i actualment (2008) conté una de les millors biblioteques del país, amb gairebé 300.000 volums i 400 incunables. La congregació actual està formada per setanta-sis monjos, repartits entre Montserrat, el Miracle i Cuixà. A més, al monestir hi viuen els infants que componen l'Escolania de Montserrat, considerada l'escola de cant més antiga d'Europa, ja que es va fundar al segle xiii.
Entre molts d'altres premis en reconeixement de la seva tasca religiosa i cultural, l'any 1983 li fou concedida la Creu de Sant Jordi, i el 1997, la Medalla d'Or de la Generalitat de Catalunya.
El 15 d'abril del 2016, el monjo de Montserrat Manel Nin va ser consagrat com a Exarca dels catòlics grecs de ritu bizantí.

## Descripció

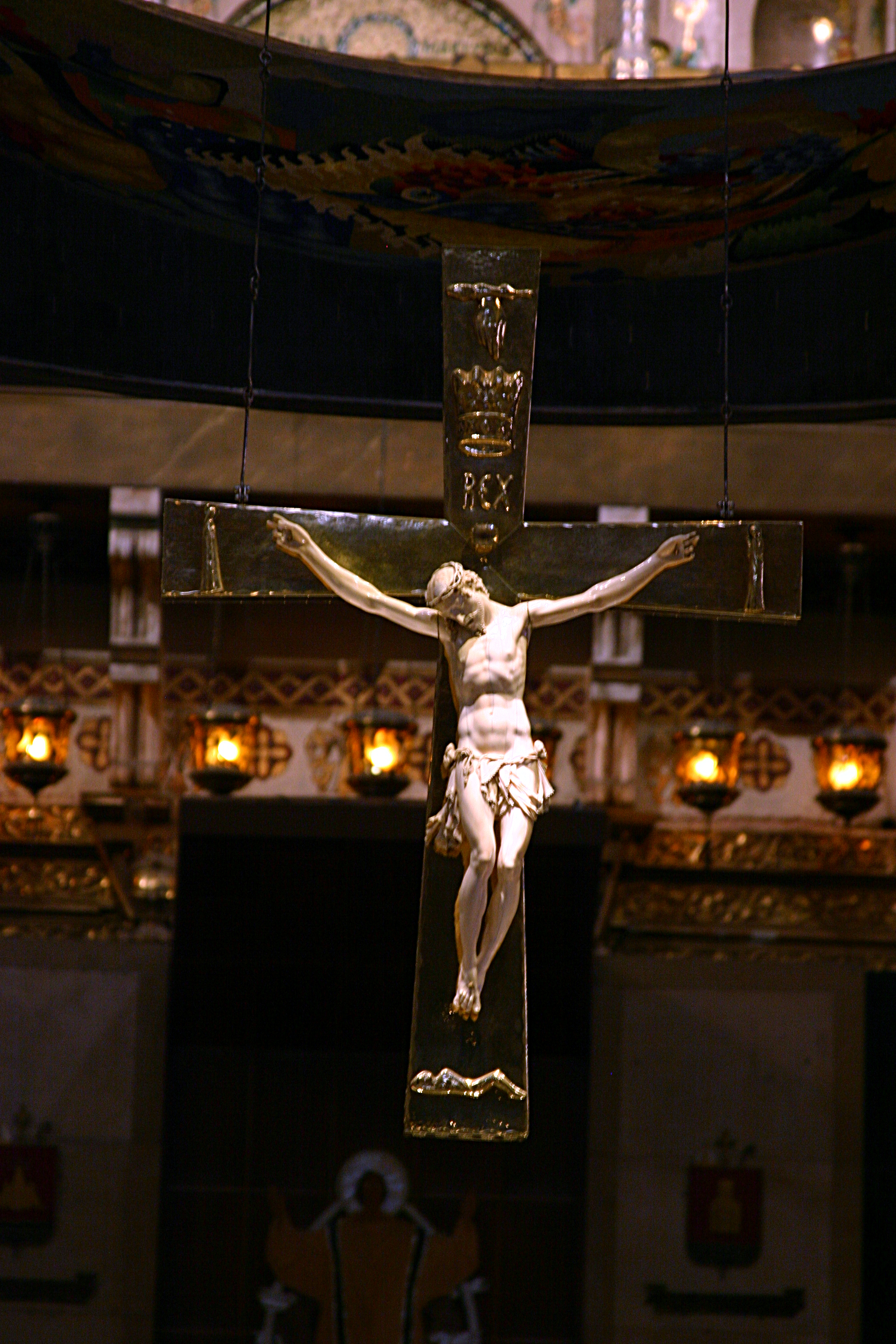
Crucifix d'ivori de l'altar major, recentment atribuït a Miquel Àngel

El conjunt d'edificis del monestir de Montserrat estan protegits com a bé cultural d'interès local. Principalment, són dos blocs d'edificis: per un costat, la basílica amb les dependències monacals, i, per l'altre, els edificis destinats a atendre els pelegrins i visitants. Altres elements que conformen el conjunt són les capelles que envolten el conjunt central, les ermites, les estacions del Viacrucis i els Misteris, les estàtues monumentals, els monuments a catalans il·lustres i les fons marianes.

### La nau
La basílica de Montserrat és d'una sola nau, construïda el segle xvi amb una estructura encara gòtica. Les pilastres, balustrades i ornamentació, però, responen a models renaixentistes. De l'antic conjunt romànic, només en resta una portalada que ara és situada, entrant a l'església, al començament del lateral dret del claustre construït en atri de la basílica. Està formada per cinc arquivoltes en degradació, quatre de les quals recolzen en columnes a partir d'una imposta (en part restaurada); l'última imposta protegeix tot el portal i està parcialment destruïda. La iconografia que es troba a la decoració escultòrica oposa l'Antic i el Nou Testament: Samsó amb els lleons i Adam i Eva, per un costat, i escenes de la Verge Maria i la vida de Jesús, per l'altre. També hi ha gran varietat d'animals i monstres, i decoració vegetal. Al timpà hi ha una imatge de la Mare de Déu d'època posterior.
Després de l'incendi del 1808, només va restar-ne la nau, i es va perdre tota la decoració i les obres d'art que hi havia. Va ser restaurada completament al segle xix per Puig i Cadafalch, amb una ornamentació bigarrada, d'un estil entre eclèctic i neobizantí, amb elements modernistes que alteraren la línia original de la basílica. Els murs i la volta van ser recoberts de pintures, s'hi van afegir arcs d'estuc, quadres i escultures d'autors de final del XIX i començament del XX com Josep Llimona i Alexandre de Riquer (autor de les grans pintures del presbiteri, al voltant del cambril).
La nau és sostinguda per unes columnes centrals, amb talles de fusta de Josep Llimona. A la capçalera hi ha l'altar major i el cor. Sobre l'altar major penja una làmpada amb un crucifix d'ivori de gran valor artístic; és una obra florentina del primer Renaixement i va arribar al monestir el 1920, procedent de Roma. S'ha atribuït a Lorenzo Ghiberti i recentment s'ha publicat un estudi que l'atribueix a un jove Miquel Àngel.
Al voltant d'aquesta única nau hi ha diverses capelles: a la dreta, la de Sant Pere, amb la imatge del sant de Josep Viladomat (1945); la de Sant Ignasi de Loiola, de Venancio Vallmitjana, amb una pintura del sant de Ramir Lorenzale (1893); la de Sant Martí, obra de Josep Llimona, amb les imatges del sant de Tours, Sant Plàcid i Sant Mauro (1898); la de Sant Josep de Calasanz, amb un retaule de Francesc Berenguer (1891); i la de Sant Benet, amb una pintura del sant fundador de l'Orde Benedictina de Montserrat Gudiol (1980). A l'esquerra es troben: la capella de Santa Escolàstica, amb escultures d'Enric Clarasó i Agapit Vallmitjana (1886); la del Santíssim, obra de Josep Maria Subirachs (1977), amb una singular imatge de Crist realitzada en negatiu on només es veuen la cara, les mans i els peus, amb una llum que li il·lumina el rostre; la de la Sagrada Família, on destaca el quadre La fugida a Egipte, de Josep Cusachs (1904); la del Sant Crist, amb una imatge de Josep Llimona (1896) i enfront la destacada pintura de La Pietat de Montserrat del metge i pintor Josep Lluís Arimany (1995); i la de la Immaculada Concepció, obra modernista de Josep Maria Pericas (1910), amb un vitrall de Darius Vilàs.
La zona de la capçalera, que inclou el cambril, va ser dissenyada en un estil neoromànic amb tres absis; el central està profusament decorat amb elements propis del romànic del segle xi (arcuacions cegues, bandes llombardes i finestrals de mig punt) i del segle xii (rosetons). Aquesta obra fou executada per Francisco de Paula del Villar, i en la seva realització hi col·laborà Antoni Gaudí.

### Exterior

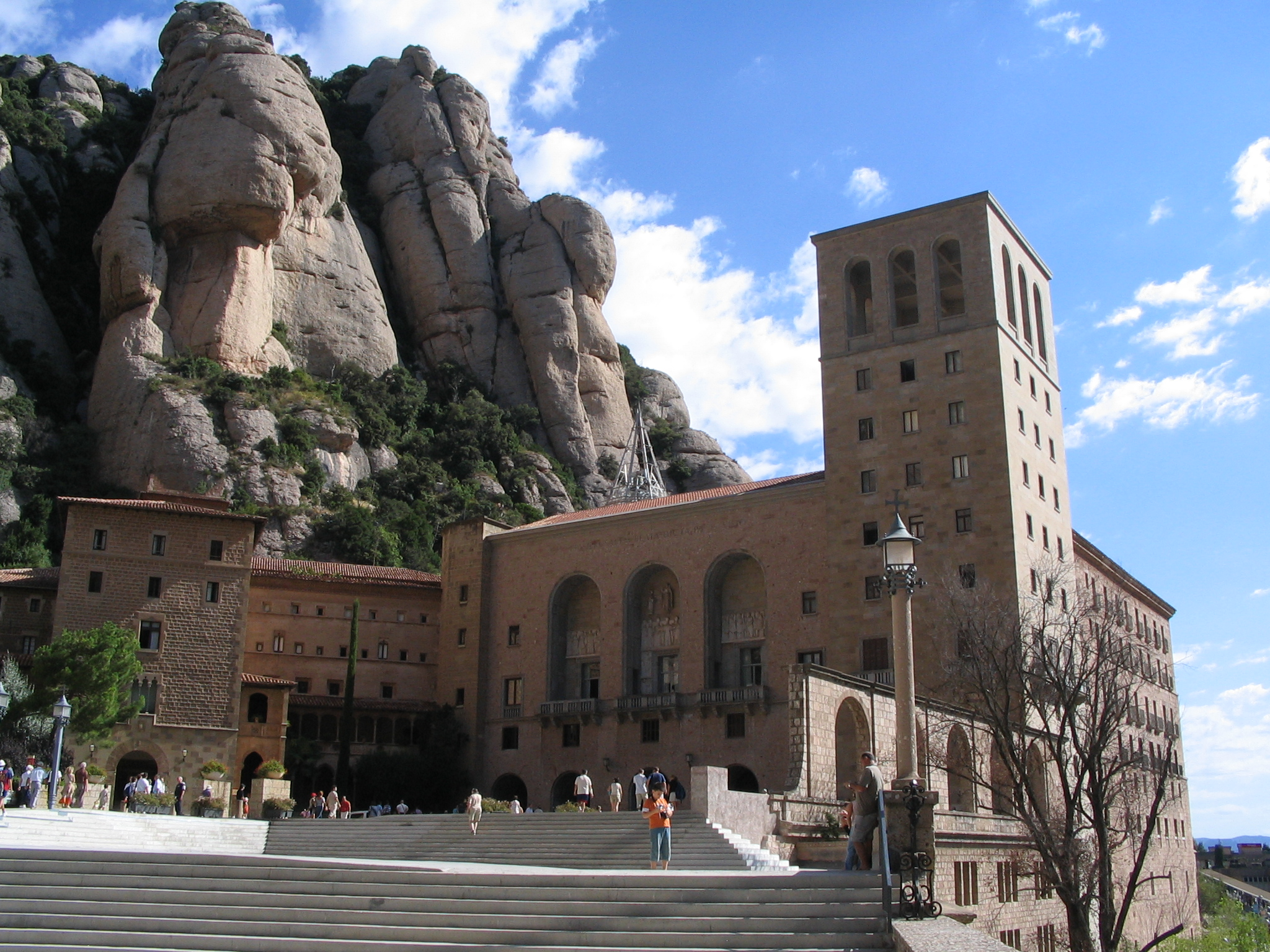
Plaça de Santa Maria i façana nova del monestir

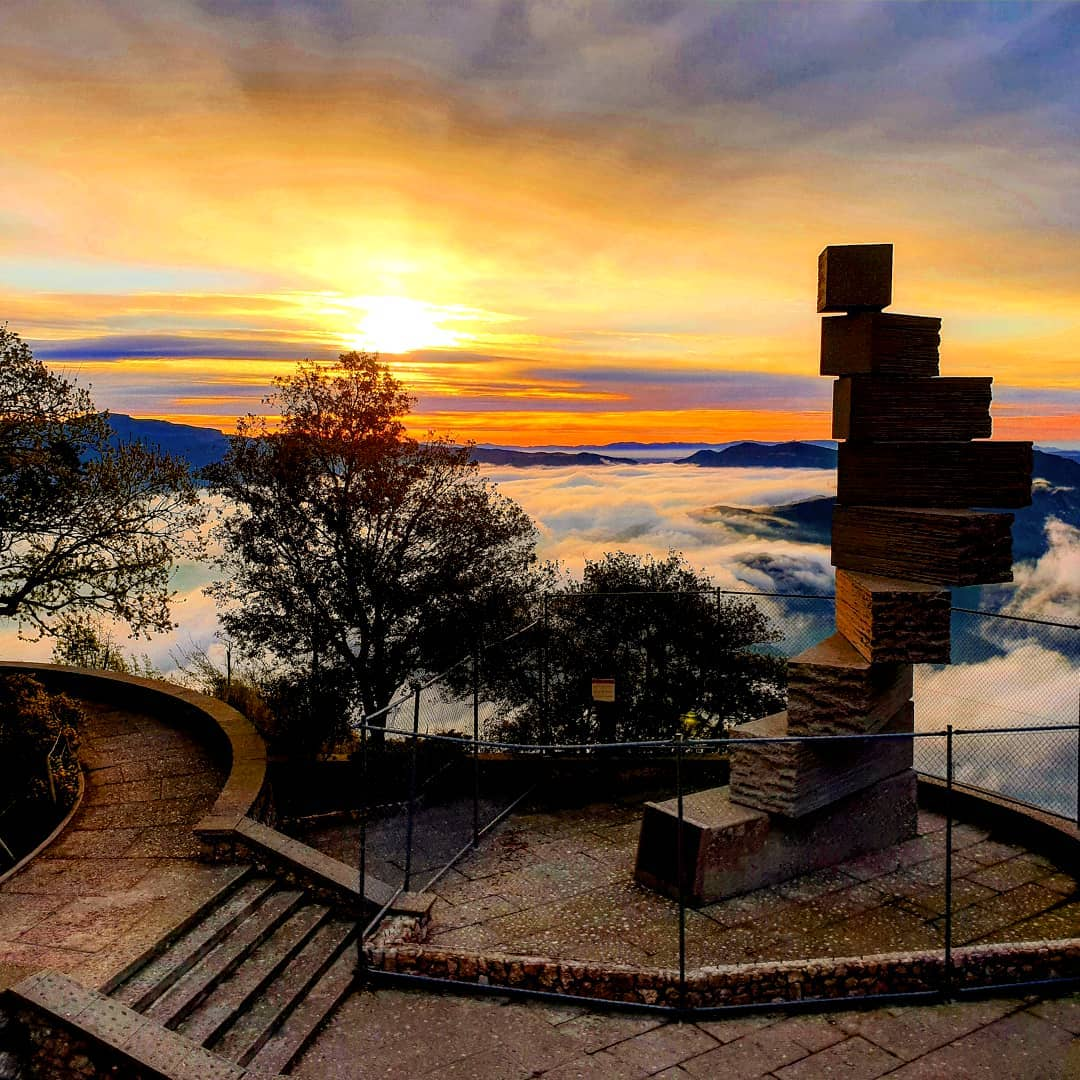
Escala de l'enteniment (Subirachs) amb mar de boira al fons

La façana de la basílica de Montserrat té un fons de pedra tallada a carreus, amb la decoració escultòrica superposada, igual que façanes plateresques com la de la Universitat de Salamanca. La part inferior és de format horitzontal i està dividida en tres franges verticals. En cada franja s'obre una porta amb un timpà esculturat i les franges estan separades per columnes corínties que aguanten un entaulament; aquestes columnes estan en un pla més avançat que les portes, d'aquesta manera es crea un ritme ondulant. La part superior de la façana està disposada de manera vertical i no ocupa tota l'amplada de la façana, com en la part inferior, sinó el centre. Aquí, primer hi ha les figures de Jesús amb els dotze apòstols amb dosserets individuals; per sobre hi ha un gran rosetó, flanquejat per columnes i relleus, i, a un nivell superior, un rellotge. Per acabar, hi ha una creu. Tota la façana, excepte el fons, que es pot veure a banda i banda de la part superior, està profusament decorada amb relleus, columnes de diferents tipus, entaulaments, gerros i pinacles.
La façana del monestir de Montserrat dona a la plaça de Santa Maria, centre de tot el conjunt de Montserrat, al voltant de la qual es distribueixen els principals edificis (monestir, biblioteca, claustre gòtic, museu, dependències dels pelegrins). La façana contribueix a la monumentalitat del conjunt i centra l'eix de l'espai urbanístic amb un cos rectangular i horitzontal que reprodueix en el primer pis les tres arcades de mig punt que a la part inferior donen accés a l'atri. En un costat s'alça una torre quadrada amb finestres quadrades a cada pis, excepte a la part superior, on s'obren grans obertures d'arc de mig punt. La façana es complementa amb tres relleus de l'escultor Rebull en què es representa sant Benet, la proclamació del dogma de l'Assumpció de Maria pel papa Pius XII i sant Jordi.
De l'antic claustre gòtic, només se'n conserven dues ales, que donen a la plaça de Santa Maria. Estan formades per dos pisos de galeries separats per un espai emmarcat per dues cornises on es van obrir uns petits rosetons. El primer nivell està format per arcs apuntats sostinguts per capitells figurats i columnes estilitzades, agrupades en feixos de quatre, que reposen sobre un sòcol interromput únicament per permetre l'accés a l'interior de la galeria en dos llocs, prop de l'angle que formen les dues ales. Els capitells representen temes de la vida profana, així com els escuts de Montserrat i el de l'abat constructor. El segon pis està format per unes galeries d'arcs de mig punt rebaixats sostinguts per fines columnes.
Per la part exterior es distribueixen diverses places que serveixen per ordenar el conjunt d'edificis en l'orografia escarpada de la muntanya. La plaça de Santa Maria és la principal i dona accés al monestir; és obra, també, de Puig i Cadafalch. Des de la plaça es pot observar la nova façana del monestir, construïda per Francesc Folguera amb pedra de la muntanya. A l'esquerra es poden veure les restes de l'antic claustre gòtic.
A la plaça de l'Abat Oliba hi ha els edificis que serveixen per albergar els pelegrins i els turistes, amb les anomenades cel·les i un hotel de tres estrelles. La plaça està presidida per una estàtua de bronze dedicada al fundador del monestir, obra de 1933 de l'escultor Manuel Xuclà.

### Interior

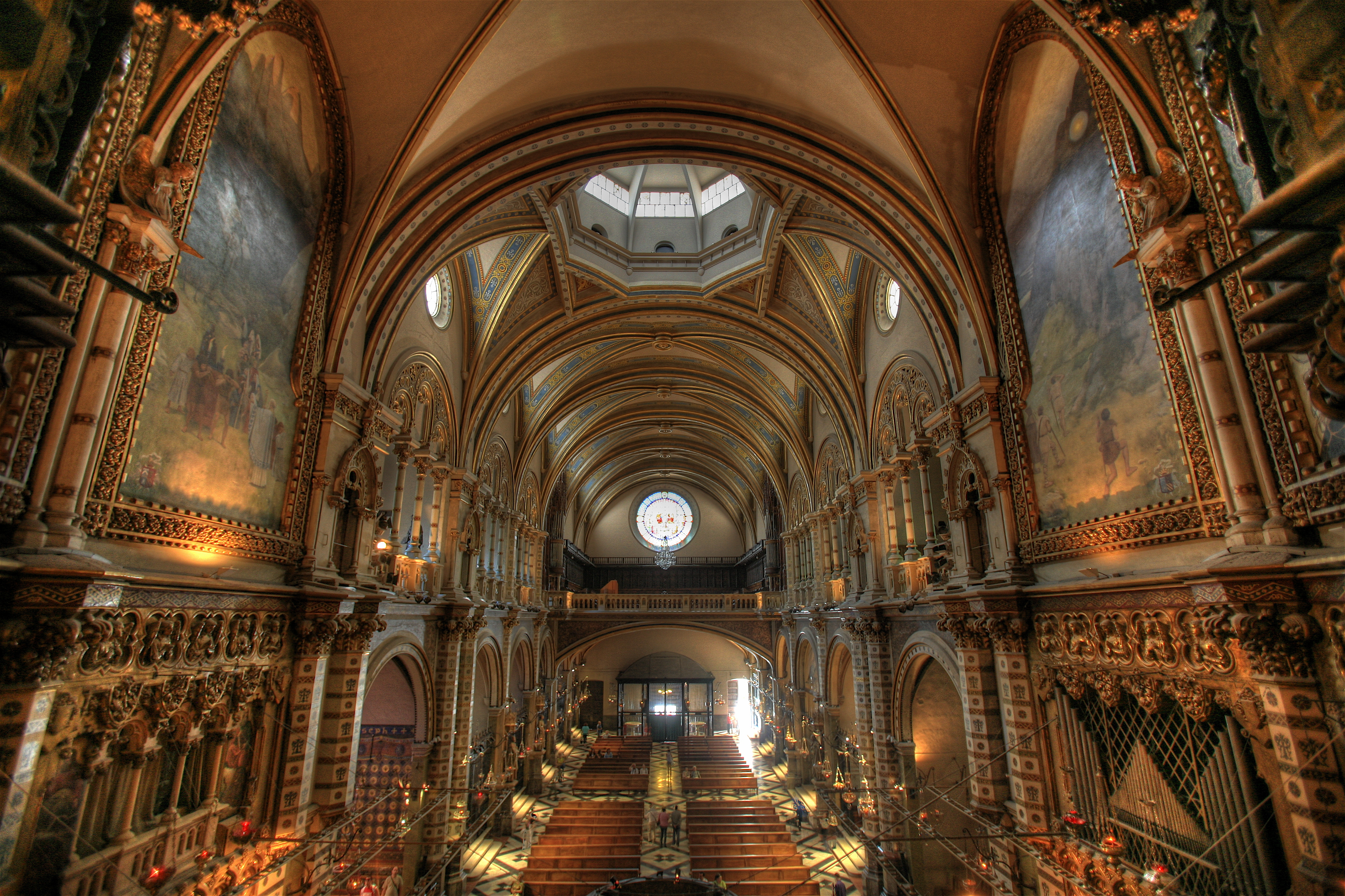
Nau de l'església, vista des del cambril

A l'interior de la basílica de Montserrat hi ha diferents elements escultòrics, com el sepulcre de Bernat de Vilamarí. Es tracta d'un monument funerari de marbre que presenta, en el cos central, el vas funerari amb la coberta decorada amb la figura jacent del difunt reclinat sobre un coixí. L'acull un arc de mig punt amb un baix relleu que representa la Mare de Déu amb l'Infant i dos àngels a banda i banda. Sota el sepulcre i separades per columnes hi ha representades tres figures femenines. Dos grans pilars massissos flanquegen aquest cos central i a cadascun hi ha dos parells de nínxols que acullen figures femenines (santes amb els seus atributs). Tot el conjunt és coronat per la figura de Déu flanquejat per dos angelets. Tots els elements decoratius i arquitectònics són propis de l'escultura renaixentista del segle xvi.
El sepulcre de Don Joan d'Aragó és un conjunt funerari fet amb marbre napolità que representa la figura del difunt al centre de la composició, agenollat, amb les mans juntes i amb les seves armes de cavaller, col·locat sobre el seu propi sepulcre. Aquest és sostingut per dos atlants que alhora aguanten l'escut familiar. Tot el conjunt és emmarcat per un arc de mig punt que genera una curta volta de canó sostinguda per dues columnes salomòniques amb capitells corintis i dos pilars amb ornamentació vegetal que reposen sobre un sòcol decorat amb una garlanda seguida i uns àngels. Entre els capitells i l'arrencada de l'arc hi ha un fris amb cornises plenes de decoració vegetal. L'arc genera la volta decorada amb plafons que imiten la marqueteria, i acull el tema de l'Epifania.
Situada a l'interior de l'església del monestir, al cambril, hi ha la imatge de Mare de Déu de Montserrat. És una escultura d'estil romànic que mostra la Verge que sosté el nen Jesús a la falda; tots dos van coronats. La mà dreta de la Mare de Déu porta la bola i amb l'esquerra aguanta el fill, que beneeix amb la mà dreta i amb l'altra sosté la pinya. La imatge fa 95 centímetres d'alt per 35 centímetres d'ample. Està feta de fusta policromada. "La Moreneta" és una de les verges negres més conegudes i venerades. S'accedeix al cambril per una escalinata profusament decorada amb escultures d'Enric Monjo, mosaics i pintures de Josep Obiols. El tron de la Mare de Déu és una notable peça d'argenteria. A la part posterior de la saleta del tron s'hi troba l'anomenat cambril circular, la volta del qual és decorada amb pintures de Joan Llimona.
El nou orgue de Montserrat, inaugurat l'any 2010, està col·locat sota el creuer, al lateral esquerre de la basílica, per on surten els escolans i els celebrants, i substitueix l'antic orgue de 1958, que continua situat a la part del darrere de la basílica.

### Claustre i refectori
El claustre del monestir és obra de l'arquitecte Josep Puig i Cadafalch. És de dos pisos sostinguts per columnes de pedra. El pis inferior es comunica amb el jardí i disposa d'una font a la part central. A les parets del claustre es poden veure peces antigues, algunes del segle x. Les columnes estan rematades amb diversos elements decoratius, trobem motius de caràcter vegetal i animal així com figures fantàstiques i antropomòrfiques. El jardí, molt extens, inclou la capella de Sant Iscle i Santa Victòria, romànica, accessos als edificis del noviciat i l'escolania i diverses escultures, com la de marbre del Bon Pastor de Manolo Hugué o algunes de les escultures que Josep de Sant Benet va fer al segle xviii per al campanar del monestir i que mai no s'hi van instal·lar.
El refectori és del segle xvii i va ser reformat el 1925 per Puig i Cadafalch. La part central allotja un mosaic amb la representació del Crist de Sant Climent de Taüll, mentre que a la banda oposada es pot veure un tríptic amb escenes de la vida de sant Benet, pintades per Josep Obiols. El monestir disposa d'un important museu dividit en tres seccions: la secció prehistòrica, en la qual s'exposen diverses troballes arqueològiques de la mateixa muntanya de Montserrat; el museu de l'Orient Bíblic, amb materials arqueològics relacionats amb la Bíblia, i la pinacoteca, amb obres dels segles xvi al xix. Entre les pintures del museu hi ha obres del Greco, Caravaggio, Dalí i Picasso.

### La Mare de Déu de Montserrat

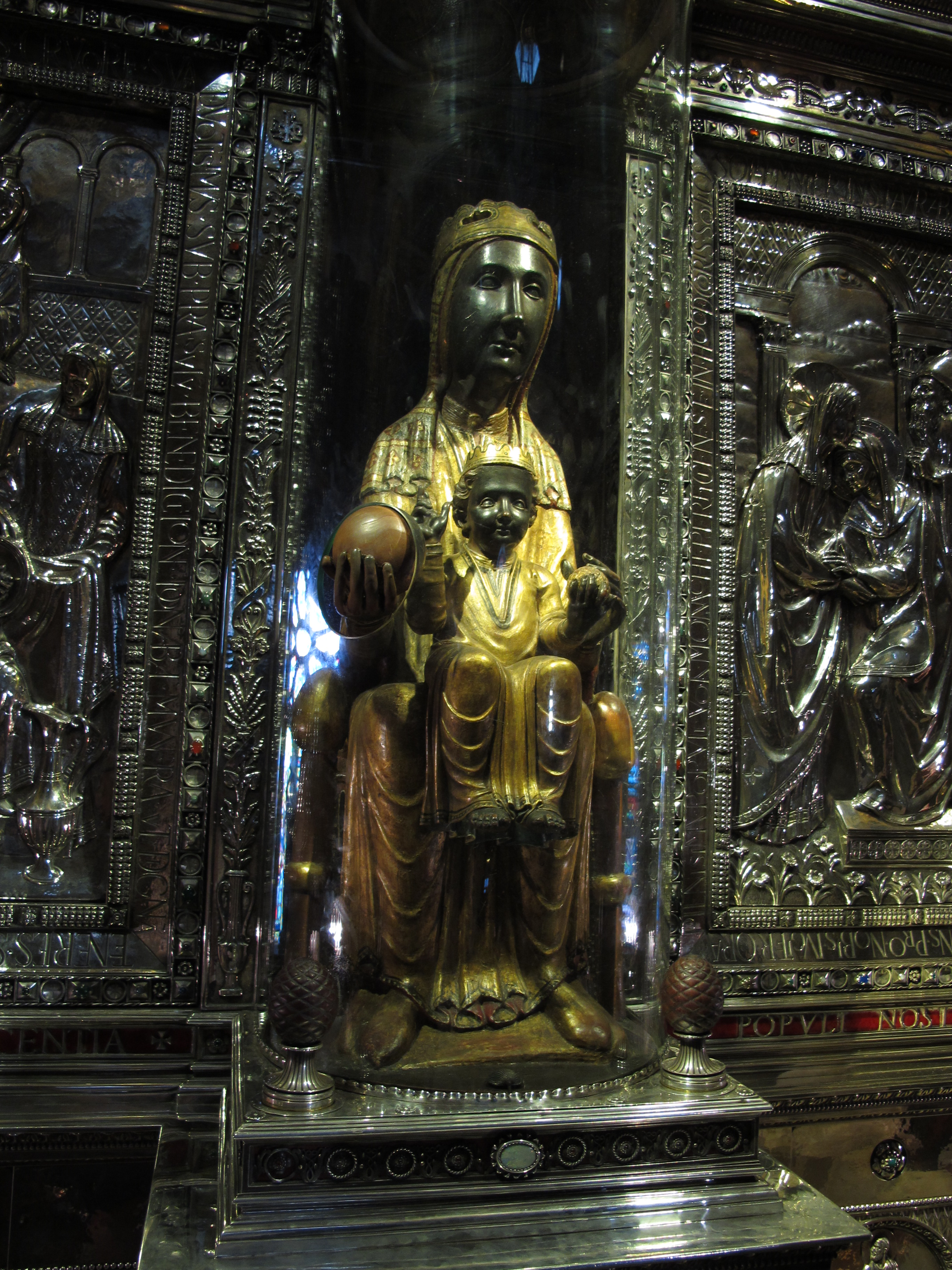
La Moreneta

Segons la llegenda, la primera imatge de la Mare de Déu de Montserrat la van trobar uns nens pastors dins una cova l'any 880, després d'haver vist una llum a la muntanya. Quan el bisbe va saber la notícia, va intentar traslladar la imatge fins a Manresa, però no es va poder fer, ja que l'estàtua pesava massa. El bisbe ho va interpretar com el desig de la Mare de Déu de romandre al lloc on se l'havia trobat, i va manar que hi construïssin l'ermita de Santa Maria, origen del monestir actual. La primera notícia històrica que es té de l'existència de la talla de la Verge de Montserrat és de l'any 1327, quan surt esmentada en el "Llibre Vermell" de l'abadia. Al segle xvi, la talla passà de la capella antiga a la basílica. L'any 1691, va salvar-se del foc que cremava l'altar major i també fou protegida i amagada durant la invasió del francès l'any 1809. Al llarg del segle xix, la imatge va viure desplaçaments lluny del monestir seguint les vicissituds polítiques d'aquest segle.
La marededeu que s'hi venera actualment és una talla romànica del segle xii, de fusta d'àlber. Representa la Mare de Déu amb l'infant assegut a la falda i fa uns 95 centímetres d'altura. A la mà dreta sosté una esfera que simbolitza l'univers; l'infant Jesús té la mà dreta aixecada en senyal de beneir, mentre que a l'esquerra hi té una pinya. Excepte la cara i les mans de Maria i de l'infant Jesús, la imatge és pintada de daurat. La Mare de Déu, en canvi, és de color negre, fet que li ha valgut el sobrenom popular de la Moreneta. L'ennegriment de la talla es creu que és degut al fum de les espelmes que durant segles han anat cremant als seus peus en senyal de veneració. L'11 de setembre del 1881, el papa Lleó XIII va declarar oficialment la Mare de Déu de Montserrat patrona de Catalunya. També se li va concedir el privilegi de tenir missa i ofici propis. La seva festivitat se celebra el 27 d'abril.

### Les campanes
L'abadia de Montserrat presenta dos campanars, el primer és l'anomenat "torre de l'abat" construïda al costat dret de la façana principal de l'edifici, una torre alta i molt imponent que no acull cap campana. A la part del darrere de la façana (a l'altura de l'atri) hi ha el campanar de Santa Caterina, de planta octogonal que alberga un total de dotze campanes, deu d'ús litúrgic i dues de servei horari.
El conjunt harmònic fou dissenyat pel pare Gregori M. Estrada, un total de deu campanes afinades en to de fa major, vuit de les quals es fabricaren als anys cinquanta del segle xx. El conjunt es completà l'any 2005 amb la incorporació de les dues campanes restants, oferides per la família Vilaseca - Roca.
Les vuit campanes menors estan penjades a les finestres del campanar i son pràcticament invisibles des de fora. Les dues majors estan en una estructura metàl·lica sobre la mateixa torre. Aquestes últimes són la segona i la sisena més grans de Catalunya.
A dalt de la torre també hi ha les campanes horàries.
Tot el conjunt és perfectament oïble des de qualsevol punt del recinte.
| Nom            | Fonedor                       | Any  | Boca (cm) | Massa (kg) | Afinació |
| -------------- | ----------------------------- | ---- | --------- | ---------- | -------- |
| Sant Miquel    | Karl Czudnochowsky (Alemanya) | 1955 | 76        | 300        | Do 4     |
| Sant Josep     | Albert Bachert (Alemanya)     | 2005 | 85        | 350        | Sib 3    |
| Sant Pius X    | Karl Czudnochowsky (Alemanya) | 1955 | 90        | 400        | La 3     |
| Sant Gregori I | Karl Czudnochowsky (Alemanya) | 1955 | 102       | 600        | Sol 3    |
| Sant Jordi     | Albert Bachert (Alemanya)     | 2005 | 115       | 850        | Fa 3     |
| Sant Jaume     | Karl Czudnochowsky (Alemanya) | 1955 | 122       | 1000       | Mi 3     |
| Sant Pau       | Karl Czudnochowsky (Alemanya) | 1955 | 135       | 1400       | Re 3     |
| Sant Pere      | Karl Czudnochowsky (Alemanya) | 1958 | 153       | 1900       | Do 3     |
| Sant Benet     | Karl Czudnochowsky (Alemanya) | 1955 | 183       | 3500       | La 2     |
| Santa Maria    | Karl Czudnochowsky (Alemanya) | 1958 | 225       | 6400       | Fa 2     |

| Nom                                   | Fonedor                | Any  | Boca (cm) | Massa (kg) |
| ------------------------------------- | ---------------------- | ---- | --------- | ---------- |
| Nostra Senyora de Montserrat (Quarts) | ?                      | 1788 | 45        | 45         |
| Jesús, Maria i Sant Beda (Hores)      | Claudi Chalot (França) | 1627 | 90        | 430        |

## Accés
Cal deixar el vehicle a l'àrea de pícnic que es troba a la dreta sortint de Monistrol de Montserrat, a prop del camp de futbol. Agafem el corriol que enfila pel marge, ignorem el trencall a la dreta i arribem al Camí de les Aigües (GR 5). Girem a l'esquerra i seguim la pista en sentit est, ignorant els desviaments que anirem trobant. El primer puja a la dreta cap a una reserva d'aigua, el segon baixa a l'esquerra (cap a Monistrol) i el tercer, senyalitzat, és la drecera dels Tres Quarts (GR 96). Passem el Pla de Sant Bernat i seguim guanyant altura sobre el riu Llobregat. Ignorem un trencall a l'esquerra que baixa a la Colònia Gomis i pugem les escales fins a la confluència amb el GR 96, molt a prop del Coll de Baranes. El camí segueix un tub d'aigua i va perdent pendent fins a enllaçar amb el Camí de la Santa Cova. Trenquem a la dreta i pugem per les amples escales fins al monestir. Fem la tornada pel mateix camí o, si ho preferim, baixem amb l'aeri o el cremallera. Al Coll de Baranes tenim l'opció de baixar per la drecera dels Tres Quarts.

### Talls dels accessos al Monestir
Amb una freqüència d'uns quants anys, hi ha talls en els accessos rodats al Monestir per causa d'episodis d'abundants precipitacions o incendis.
- Incendi forestal a prop del recinte l'any 1986.
- Incendi forestal del 4 i 5 de juliol de 1994 que afectà tot el Massís.
- Aiguats de desembre de 1995. Van malmetre el camí de la Cova Santa i van negar el replà de la Plaça de Santa Maria.[12]
- Aiguats del 10 de juny del 2000 a Montserrat. Tall de carreteres d'accés i funicular. Fins i tot el recinte exterior del Monestir va patir danys. Hi hagué rierades i un trencament d'un pont. Al conjunt de les quatre comarques del voltant hi va haver cinc morts. Es van malmetre instruments musicals antics i partitures.[13]
- Aiguats del 10 d'octubre de 2010 a Montserrat. Tall d'un dels accessos al Monestir.[14]
- Aiguats del 15 de novembre de 2018. La C-58 i la carretera de Can Maçana en direcció al Monestir de Montserrat també es va haver de tallar per esllavissades; i a la BP-1103 i la BP-1121 es va donar pas alternatiu per la caiguda de roques.[15] El cremallera de Montserrat també es va veure afectat per una esllavissada.

Tots aquests episodis han fet que des de fa anys el Departament d'Interior hagi elaborat protocols d'actuació a la zona davant de determinats riscs com les pluges.

## Darrers abats de Montserrat
Del 1858 fins a l'actualitat, els abats de Montserrat han estat
- Miquel Muntadas (1858-1885)
- Josep Deàs (1885-1913)
- Antoni Maria Marcet (1913-1946)
- Aureli Maria Escarré (1946-1966)
- Gabriel Maria Brasó i Tulla, abat coadjutor (1961-1966)
- Cassià Maria Just (1966-1989)
- Sebastià Bardolet i Pujol (1989-2000)
- Josep Maria Soler (2000-2021)
- Manel Gasch i Hurios (2021-actualitat)